# Нова Зоря (Новопільська сільська громада)
Нова́ Зоря́ — село в Україні, Криворізькому районі Дніпропетровської області. Населення — 150 мешканців.

## Географія
Село Нова Зоря знаходиться на лівому березі Південного водосховища, вище за течією на відстані 1,5 км розташоване село Веселе, нижче за течією на відстані 1 км розташоване село Єлизаветпілля (Апостолівський район). Річка в цьому місці звивиста, утворює лимани, стариці і заболочені озера.

## Населення

### Мова
Розподіл населення за рідною мовою за даними перепису 2001 року:
| Мова       | Відсоток |
| ---------- | -------- |
| українська | 91,3 %   |
| російська  | 8,7 %    |